# Johnny the Fox
| 전문가 평가                      | 전문가 평가  |
| 평가 점수                        | 평가 점수    |
| 출처                             | 점수         |
| -------------------------------- | ------------ |
| AllMusic                         | [ 1 ]        |
| Classic Rock                     | [ 2 ]        |
| Collector's Guide to Heavy Metal | 10/10        |
| Melody Maker                     | (favourable) |

《Johnny the Fox》는 1976년 10월 16일에 발매된 아일랜드의 록 밴드 씬 리지의 일곱 번째 스튜디오 음반이다. 이 음반은 베이시스트 겸 보컬리스트 필 라이넛이 간염으로 인해 지난 《Jailbreak》 투어를 반쯤 거치게 된 상태에서 회복하고 있을 때 쓰고 녹음한 것이다. 〈Don't Believe a Word〉는 영국의 히트 싱글이다. 《Johnny the Fox》는 기타리스트 브라이언 로버트슨이 밴드의 정식 멤버로 피처링한 마지막 씬 리지 스튜디오 음반으로, 그와 라이넛의 성격 충돌로 인해 로버트슨이 해고, 복귀, 후에 다시 해고되는 결과를 낳았다.

## 녹음
한때 라이넛은 1976년 6월, 미국 투어 중단에서 영국으로 돌아왔을 때, 밴드가 레인보우를 지원할 예정이었던 때, 그는 간염으로부터 회복하는 데 맨체스터의 병원에서 시간을 보냈다. 그는 어쿠스틱 기타를 가지고 있었고, 6월과 7월에 《Johnny the Fox》를 위한 곡을 썼으며, 7월 11일에 해머스미스 아폴로에서 공연을 하기 위해 한 번 외출했다. 병원에서 퇴원한 후, 라이넛은 밴드의 다른 멤버들과 합류했고 8월에 독일 뮌헨으로 가서 프로듀서 존 앨콕과 함께 뮤직랜드 스튜디오에서 음반을 녹음했다. 앨콕은 영국 밖에서 녹화하기로 한 결정은 세금 때문이라고 말했다.
녹음 과정 초기에 밴드나 제작진 모두 스튜디오나 녹음 과정에 만족하지 못했다는 것이 분명해졌고, 그들은 만족스러운 드럼 사운드를 얻는 데 특히 어려움을 겪었다. 라이넛은 여전히 작곡을 끝내고 있었고 앨콕에 따르면 밴드는 음악적 방향에 대해 논쟁을 벌이고 있었다. 8월 6일, 그들은 세션을 포기하고 런던 반스의 올림픽 스튜디오(이전의 《Jailbreak》 음반 녹음된 곳)에 있는 램포트 스튜디오로 돌아왔다. 브라이언 로버트슨은 최종 발매에 등장한 10곡 외에 최대 8~9곡까지 음반에 들어갈 소재를 충분히 선정했다고 밝혔다. 하지만 앨콕은 라이넛이 곡을 완성하는데 더 많은 시간이 필요했기 때문에 음반이 어려움을 겪었고, 〈Boogie Wodgie Dance〉와 같은 일부 트랙은 음반을 만들기에 충분하지 않았다고 주장한다.

## 음반 발매 및 투어
《Johnny the Fox》는 1976년 10월 16일에 발매되었고, 영국 차트에서 11위에 올랐다. 싱글 〈Don't Believe a Word〉는 영국에서 12위, 아일랜드에서 2위에 올랐다. 신 리지는 휴이 루이스가 이끄는 미국 밴드 클로버의 지원을 받아 10월과 11월에 영국을 순회했다. 이 투어는 11월에 해머스미스 아폴로에서 추가 날짜가 추가될 정도로 충분히 성공적이었다. 영국에서 열린 로드 스튜어트의 BBC TV 쇼에도 성공적으로 출연했는데, 이 쇼에서는 씬 리지가 라이브로 그들의 진행자를 선전하는 반면 스튜어트는 흉내를 냈다.
투어는 11월 말 미국에서 계속될 예정이었으나 런던 스피케이시 클럽에서 벌어진 싸움에서 로버트슨이 손 부상을 당해 취소됐다. 로버트슨의 친구 프랭키 밀러가 곤잘레즈의 기타리스트 고든 후티로부터 유리병으로 공격을 받으려고 했고, 로버트슨이 개입하려 했다. 그 병은 그의 손을 베어서 동맥과 신경을 심하게 손상시켜 몇 달 동안 기타를 효과적으로 연주하지 못하게 했다. 이 투어는 1977년 1월, 씬 리지가 게리 무어가 로버트슨을 대신해 서 있는 가운데 퀸을 위해 3개월간의 미국 투어 개막을 시작하면서 연기되었다.

## 곡 목록
모든 곡들은 특별한 언급이 없는 한 필 라이넛에 의해 작사/작곡하였다.
| #  | 제목                     | 작사·작곡                          | 재생 시간 |
| -- | ------------------------ | ---------------------------------- | --------- |
| 1. | 〈Johnny〉               |                                    | 4:18      |
| 2. | 〈Rocky〉                | 브라이언 다우니, 스콧 고럼, 라이넛 | 3:43      |
| 3. | 〈Borderline〉           | 라이넛, 브라이언 로버트슨          | 4:37      |
| 4. | 〈Don't Believe a Word〉 |                                    | 2:18      |
| 5. | 〈Fools Gold〉           |                                    | 3:53      |

| #   | 제목                                    | 작사·작곡            | 재생 시간 |
| --- | --------------------------------------- | -------------------- | --------- |
| 6.  | 〈Johnny the Fox Meets Jimmy the Weed〉 | 다우니, 고럼, 라이넛 | 3:36      |
| 7.  | 〈Old Flame〉                           |                      | 3:05      |
| 8.  | 〈Massacre〉                            | 다우니, 고럼, 라이넛 | 3:01      |
| 9.  | 〈Sweet Marie〉                         | 고럼, 라이넛         | 3:58      |
| 10. | 〈Boogie Woogie Dance〉                 |                      | 3:06      |

## 인증
| 국가                       | 인증 | 판매량/출하량 |
| -------------------------- | ---- | ------------- |
| 영국 (BPI)                 | 골드 | 100,000^      |
| ^출하량을 기반으로 한 인증 |      |               |